# Claude Mac Duff
Pour les articles homonymes, voir MacDuff (homonymie).
Claude Mac Duff est un écrivain québécois né le 22 juin 1946 à Montréal et décédé dans la même ville le 18 septembre 2001.

## Biographie
Né à Montréal dans le Plateau Mont-Royal, qui était alors un quartier ouvrier, Claude Mac Duff doit mettre fin prématurément à ses études pour des raisons de santé qui le contraignent à ménager ses efforts physiques. Dès lors, il sera un grand lecteur. À la fin des années soixante, il se passionne pour l’ufologie et signe plusieurs textes ou chroniques dans les journaux et les revues spécialisées. Il devient un collaborateur régulier de la revue UFO-Québec (1974-1981), un bulletin d’information d’un organisme du même nom fondé par, notamment, Norbert Spehner. Il mène certaines enquêtes pour cette revue et y rédige de nombreux articles. Il donne des conférences sur le sujet, on le voit et l’entend fréquemment intervenir à la radio et à la télévision.  Au début des années 1980, devant l’absence manifeste de preuves satisfaisantes de la matérialité des objets volants non identifiés et de la vie extra-terrestre, Claude Mac Duff se désintéresse du phénomène, et joint les rangs des Sceptiques du Québec au sein desquels il collaborera durant les vingt années suivantes, jusqu’à son décès. En reconnaissance de son implication, l’organisme a créé un prix à son nom pour honorer la contribution bénévole de ses membres émérites.

## Œuvre
En 1975, il publie Le procès des soucoupes volantes, qui demeure un des rares ouvrages d'enquête portant sur les objets volants non identifiés au Québec. En 1979, il signe un premier roman, La mort… de toutes façons qui sera suivi, en 1980, d’un deuxième, 1986 : Mission fantastique.